# Blohm & Voss BV 155
El Blohm & Voss BV 155 era un interceptor de gran altitud, que tenía como objetivo ser utilizado por la Luftwaffe contra las incursiones de los bombarderos B-29 Superfortress de la USAAF. Los trabajos de diseño comenzaron en 1942, aunque el desarrollo fue muy lento y el avión estaba todavía en construcción cuando la Segunda Guerra Mundial terminó en el año 1945.

## Historia
La saga del interceptor BV 155 comenzó con Messerschmitt en la primavera de 1942. En ese momento era conocido bajo la designación de Me 155 y fue el avión propuesto por la compañía como caza embarcado monoplaza. Se suponía que el Me 155 iba a estar basado en el portaaviones Graf Zeppelin alemán, que en ese momento se encontraba en construcción. En interés de la economía y de la simplicidad, el Me 155 intentaba utilizar la mayor cantidad posible de componentes del Bf 109, convirtiéndose básicamente en una versión navalizada del famoso caza de Messerschmitt.
EL Me 155 estaba impulsado por un motor de refrigeración líquida DB 605A-1 de 1475 CV. El fuselaje era casi igual al estándar del Bf 109G, pero incluía un ala completamente nueva. El tren de aterrizaje se retraía dentro de las alas, utilizando unas ruedas más anchas, requeridas para aterrizar en portaaviones. El equipamiento estándar de un avión navalizado, tal como alas plegables, gancho de aterrizaje y agarres para la catapulta iban a ser instalados. El armamento propuesto para el Me 155 consistía en un cañón MG 151 de 20 mm montado en el motor que disparaba a través del buje de la hélice y dos cañones MG 151 junto con dos ametralladoras MG 131 de 13 mm en las alas. La velocidad máxima estimada era de 648 km/h.
El diseño del Me 155 estuvo completo para septiembre de 1942, pero numerosos problemas en la construcción del Graf Zeppelin parecían indicar que la botadura del portaaviones iba a tardar al menos dos años más. Ante esta situación, Messerschmitt pospuso el desarrollo del Me 155 indefinidamente. Mientras tanto, los trabajos de construcción del Graf Zeppelin fueron abandonados. 

## Me 155B
A finales de 1942, el aumento en la cantidad de raids de bombardeo de la USAAF y los reportes de inteligencia acerca del nuevo bombardero estadounidense B-29, llevaron a la Luftwaffe a pedir un interceptor eficiente a grandes alturas. Los ingenieros de Messerschmitt adaptaron el diseño a los requerimientos con la denominación de Me 155B. La planta motora debía ser el DB 628, que básicamente era un DB 605 provisto de un turbocompresor de dos etapas mecánicas. Una cabina presurizada debía ser instalada. Se estimó que el techo de vuelo podía ser superior a los 14 000 m. 
Un Bf 109G convertido fue adaptado para poder utilizar el motor DB 628 voló por primera vez en mayo de 1942 alcanzando una altitud de 15 400 m. Sin embargo, el Technische Amt concluyó que el motor DB 603A con turbocompresor era más prometedor. EL DB 603A desarrollaba 1610 CV al momento del despegue y 1450 CV a 14 750 m de altura. Este cambio de planta propulsora requería que el fuselaje fuese alargado para así poder instalar el turbocompresor a través de los ductos externos de escape. Las alas eran las estándar del Bf 109G, pero estaban instaladas a una nueva y alargada sección central. Otras partes del avión procedían de varios diseños de Messerschmitt; la deriva vertical provenía del Me 209 mientras que el tren de aterrizaje y la deriva horizontal fueron sacados del Bf 109G.
En agosto de 1943, el Technische Amt decidió que Messerschmitt estaba sobrecargada de trabajo por lo que transfirió el trabajo en el diseño a Blohm & Voss. Después de algunos estudios iniciales, el equipo de diseño de B+V llegó a la conclusión de que el diseño de Messerschmitt tenía demasiadas debilidades. Siguieron varios meses de acusaciones y argumentaciones entre el equipo de transición de Messerschmitt y el de diseñadores de Blohm & Voss y la fricción entre ambos equipos se tornó casi insoportable por lo que el Technische Amt decidió sacar completamente a Messerschmitt del proyecto.
En septiembre de 1943, B+V recibió una orden de producción de cinco prototipos, aunque estos no habían empezado a ser construidos hacia fines de 1943 porque el diseño aun tenía algunos problemas. Los ingenieros de Blohm & Voss decidieron substituir el complejo radiador subalar de Messerschmitt por dos unidades montadas sobre las alas. El nuevo diseño pasó a denominarse BV 155B. Este incluía una nueva ala de flujo laminar en reemplazo del ala extendida del Me 155 y el reemplazo de numerosas partes del avión, incluyendo un nuevo tren de aterrizaje y una nueva deriva. Futuros trabajos en el túnel de viento, demostraron que había un serio problema con los radiadores sobre el ala, a grandes ángulos de ataque, el ala no permitía el ingreso del aire en ellos, provocando problemas con la refrigeración. Rápidamente se tomó la decisión de abandonar completamente en modelo A y seguir adelante.

## BV 155B
El equipo de ingenieros de Blohm & Voss decidió adoptar un ala de flujo laminar, abandonando la idea de utilizar alas estándar del Bf 109G para las secciones exteriores. La sección central de las alas fue rediseñada. Dos grandes radiadores fueron montados sobre el ala, cerca de la raíz alar. Además, se utilizaron las patas del tren de aterrizaje y las ruedas del Ju 87D-6. La deriva horizontal del BF 109G fue reemplazada por unidad más larga y se incrementó el tamaño de la deriva vertical. El primer prototipo voló el 8 de febrero de 1945 y fue denominado BV 155 V1. Las pruebas de vuelo con el V1 demostraron que los radiadores montados sobre las alas no eran muy eficientes a altos ángulos de ataque. Las tomas de aire del próximo prototipo fueron alargadas y colocadas en el ala, lo que provocó que la cabina presurizada tuviese que ser trasladada hacia delante. El equipo de B+V aprovechó esta oportunidad para cambiar el techo de la cabina que provenía del Bf 109G a uno que se deslizaba para atrás y era vidriado con forma de burbuja, por lo que permitía al piloto una visión de 360°, por lo que la cubierta del fuselaje trasero fue recortada. Estos cambios hicieron necesarios la instalación de un timón de dirección más grande. 
Todos estos cambios fueron incorporados en el BV 155 V2, que voló por primera vez el 8 de febrero de 1945, que era el primer avión genuino de la serie B. El equipo de Blohm & Voss todavía no estaba satisfecho con el diseño, y antes de que el V-2 comenzase con los vuelos de pruebas propusieron cambiar el motor a un DB 603U que tenía un turbocompresor más grande que el del DB 603E. El DB 603U prometía 1660 CV al momento del despegue y 1430 CV a 14 840 m de altura. Se mantuvo el turbocompresor ventral. El Technische Amt decidió aceptar esta propuesta, y abandonar todo el trabajo en el BV 155B a favor del diseño modificado, que ahora se denominaba BV 155C.

## BV 155C
El BV 155C era bastante diferente, en apariencia, al BV 155B. Los poco acertados radiadores montados sobre las alas del BV 155B fueron eliminados, y el tren de aterrizaje principal fue movido hacia dentro (hacia el centro del fuselaje) de manera que se plegaran hacia adentro. 
En la revaluación del mes de octubre, se concluyó que desde el V1 hasta el V3 fuesen completados como modelos B, mientras que una nueva serie de cinco ejemplares serían completados como modelos BV 155C.
El BV 155 V3 difería del V2 en tener un motor DB 603U, aunque la cobertura del motor y el turbocompresor permanecieron sin cambios. Para el BV 155 B fueron propuestos varios tipos de armamento. Una propuesta consistía en un cañón MK 108 de 30 mm que disparaba a través del eje de la hélice y dos cañones MG 151/20 de 20 mm. Otra tenía un cañón MK 103 de 30 mm montado en el motor, y dos MG 151 de 15 mm en las alas. La velocidad máxima estimada era de 650 km/h a 11 800 m y de 690 km/h a 15 740 m y el techo de vuelo estaba estimado en los 16 680 m de altura.

## Sobrevivientes
El 3 de mayo de 1945, la ciudad de Hamburgo se rindió a las tropas aliadas, los cuales ordenaron que todos saliesen de las instalaciones de Blohm & Voss. El V1 fue encontrado en condiciones de vuelo, por lo que los británicos trajeron un piloto para que lo volase hasta Gran Bretaña para pruebas. Desafortunadamente, el avión tuvo problemas inmediatamente después de despegar y se estrelló. Todas las partes de los todavía incompletos V2 y V3 fueron llevadas a Farnborough (Gran Bretaña) y en el mes de octubre el V2 fue puesto en exhibición. Hubo algunas discusiones acerca de completar el V2 utilizando partes del V3, pero se creyó que esto finalmente no se hizo y, más tarde, uno de los aviones fue cedido a los Estados Unidos. El avión fue evaluado en Wright Field, Dayton, Ohio y se le otorgó el número de equipo extranjero (idioma inglés:foreign equipment) FE-505. Este avión fue finalmente transferido al Museo Nacional del Aire y del Espacio. Durante años se creyó que este avión era el inconcluso V3 y que los británicos se habían quedado con el V2 para sus propias exhibiciones, a pesar de que no se podían encontrar registros sobre la suerte de aquel avión. En 1998, un equipo de restauradores descubrió que el avión era en realidad el V2, con algunas partes del V3. Ahora se cree que los británicos intentaron restaurar el V2 utilizando partes del V3, antes de donarlo a los Estados Unidos. Esto también explica por qué no existen registros sobre el V3 después de que los EE. UU. recibieron el avión.

## Especificaciones (BV 155 V2)

### Características generales
- Tripulación: 1
- Longitud: 11,9 m (39 ft)
- Envergadura: 20,3 m (66,6 ft)
- Altura: 3 m (9,8 ft)
- Superficie alar: 39 m² (419,8 ft²)
- Peso vacío: 4868 kg (10 729,1 lb)
- Peso máximo al despegue: 5500 kg (12 122 lb)
- Planta motriz: 1×  Daimler-Benz DB 603 turboalimentado.
  - Potencia: 1180 kW (1627 HP; 1605 CV)

### Rendimiento
- Velocidad máxima operativa (Vno): 690 km/h (429 MPH; 373 kt)
- Techo de vuelo: 16 950 m (55 610 ft)
- Régimen de ascenso: 11,5 m/s (2264 ft/min)

### Armamento
- Cañones:  1 x MK 108 30 mm y 2 x MG 151/20 20 mm

### Aeronaves similares
- Nakajima Ki-87

### Listas relacionadas
- Anexo:Aeronaves militares de Alemania en la Segunda Guerra Mundial